# Петар Кочић
Петар Кочић (Стричићи код Бање Луке, 29. јун 1877 — Београд, 27. август 1916) био је српски књижевник и политичар. Сматра се једним од првих писаца модерне у српској књижевности, али и личношћу која је својим животом и политичком делатношћу постала узор различитим политичким струјама у потоњој историји српског народа.
Одрастао је у патријархалној породичној задрузи под туторством деде и бабе након што му је мајка Мара умрла, а отац Јован се замонашио. Основну школу је завршио у манастиру Гомионица и српско-православној школи у Бањој Луци. Године 1891. уписао је Велику гимназију у Сарајеву, али је из ње избачен 1895. те је школовање наставио у Првој београдској гимназији. Студирао је на Бечком универзитету од 1899. до 1904. године, а након кратког боравка у Београду био је постављен за професора српске гимназије у Скопљу, одакле је био отпуштен након писања сатиричног чланка, те се 1905. вратио у Сарајево. У Босни и Херцеговини је започео политичку борбу за побољшање положаја српског становништва залажући се посебно за ослобађање кметова. Писао је ватрене чланке против аустроугарске управе, учествовао у великом народном штрајку (1906) и радио на окупљању српских снага. Аустроугарска власт је у Кочићу видела велику опасност те је радила на сузбијању његове политичке делатности. Три пута је био хапшен и затваран због новинских чланака и критике власти. Укупно је провео две године у затвору и то већином у самици, што је негативно утицало на његово душевно здравље. У Бањој Луци је покренуо лист Отаџбина. Као национални и социјални револуционар, Кочић је био веома омиљен у сељачким масама и код напредне омладине, па је изабран и за посланика Босанско-херцеговачког сабора, али је ову функцију напустио 1913. због погоршања здравља. Године 1914. примљен је у душевну болницу у Београду, где је дочекао почетак Првог светског рата и где је након две године преминуо. На тај начин су се испуниле његове пророчке речи које је изговорио излазећи из тузланског затвора: „У ропству се родих, у ропству живјех и у ропству, вајме, умријех”.
Кочић је писао сва три књижевна рода — епику (приповетке, цртице и слике), лирику (песме у стиху и прози) и драму (драмске сатире). Највише уметничке домете достигао је пишући приповетке и драмске сатире. Његово стваралаштво се може поделити у два дела. Први обухвата студентски период од 1901. до 1905. године током које је објавио три збирке приповедака истог имена: „С планине и испод планине” (1902), „С планине и испод планине” (1904) и „С планине и испод планине” (1905), као и драмску сатиру „Јазавац пред судом” (1904). Други период обухвата период од 1908. до 1911. када су настали „Јауци са Змијања” (1910) и „Суданија” (1911). Поетику Кочићевог стваралаштва одликују: изразити ликови Крајишника, горштачки понос и пркос, народни морал, традиционално родољубље, побуна против окупатора, сатира и хумор, живописни пејзаж, жив и течан дијалог, свежа, пуна и богата народна реч и једар, живописан неспоредан стил. Поред тога што се сматра једним од првих модерних писаца српске књижевности, Кочић се сматра и првим великим српским писцем из Босне и Херцеговине, писцем који је увео босанског сељака у српску књижевност и писцем који је оживео сеоску приповетку.
Кочићево дело доживело је велику читаност још за време ауторовог живота. Његове приповетке извршиле су широк утицај на следећу генерацију писаца међу којима се посебно издваја утицај које су извршиле на стваралаштво Иве Андрића. Политичка делатност, пркос и челична непоколебљивост створиле су од Кочића историјску фигуру на чије су се наслеђе кроз потоњу историју позивале подједнако и десне и леве, српске и југословенске политичке идеологије. Кочићево име носи неколико школа, велики број улица, књижевне награде Кочићево перо и Кочићева књига, Театар фест и културна манифестација Кочићев збор, док се његов лик налази на лицу серије новчаница од 100 конвертабилних марака и грбу Бање Луке, где се налази заједно са баном Светиславом Милосављевићем.

## Биографија

### Детињство (1877—1891)
Петар Кочић се родио у селу Стричићи, у области Змијање, 29. јуна 1877. године. Његов отац, Јован, био је православни свештеник, а мајка Мара (девојачки Вулин) домаћица. У белешкама о свом родном крају из 1909. године Кочић наводи да је у Змијању у то време било четрдесет и четири куће Кочића по разним змијањским селима. Кочићи су змијањски староседеоци и као крсну славу прослављају Светог Игњатија Богоносца. Према народном предању постанак презимена се објашњава тиме да је у Павићима под Градином живела удовица са седморо или осморо деце, те је увек ранила. Стога су је прозвали квочком, а по квочки је њен пород и потомство названо К(в)очић. Годину дана након Петровог рођења, Аустроугарска је окупирала Босну и Херцеговину, што је окончало четворовековну владавину Османског царства и донело обликовање новог окупационог система, који ће имати пресудну улогу у животу будућег писца. Када му је било две године, Кочићу је умрла мајка на порођају са млађим братом Илијом. Осетивши порођајне болове, Мару је било срамота да то каже другим женама, па се сама закључала у кућу, где се породила, а потом онесвестила. Када су укућани успели да провале у кућу, била је и даље жива, али је преминула исте ноћи. Јован, Кочићев отац, тешко је поднео губитак супруге, те је убрзо од жалости отишао у манастир Гомионицу, где се замонашио и постао монах Герасим. Годинама касније Петар Кочић је књижевно уобличио своје родитеље у приповеци „Ђурини записи”.
Петар Кочић је са својом сестром Милицом и братом Илијом одрастао у задружној згради Кочића под туторством баба Виде и деде Стојана. У задрузи се живело у складу са скромним начелима патријархалне традиције, те је свако имао своје задужење. Кочићево задужење је било да чува стоку. У то време већина становника Босне и Херцеговине је била неписмена тако да је будући писац први додир са књижевношћу имао преко народне књижевности, коју су мештани усмено приповедали или певали уз гусле. На позив оца у својој десетој години (1887) дошао је у манастир Гомионицу, где га је један монах подучавао читању и писању. Манастирска средина, која је била традиционална и национално романтична, оставила је видног трага на Кочићево образовање. Тада су многи, а нарочито свештеници и учитељи, као позни следбеници Вука Стефановића Караџића, бележили и прикупљали фолклорну и етнографску грађу. Почетком јуна 1888. аустроугарска полиција је ухапсила његовог оца у Бањој Луци под оптужбом да је одвраћао сељаке да иду на дочек принца Рудолфа, за шта је био осуђен на седам месеци затвора.
Кочић је напустио Гомионицу након две године, а потом је довршио виша два разреда у српско-православној школи у Бањој Луци. Летње распусте је проводио у Гомионици са оцем. Био је ђак генерације, што му је омогућило да 1891. године упише Велику гимназију у Сарајеву, тада једину државну гимназију у Босни и Херцеговини.

### Гимназија у Сарајеву и Београду (1891—1899)
Кочић је Сарајевску гимназију уписао с јесени 1891. године као четрнаестогодишњи дечак. Старији од других ђака из одељења, са развијеним националним осећањем и под свежим утисцима које је донео из свог родног краја, Кочић је са неповерењем посматрао нову средину. Схватања под којима је до тада растао, била су у Сарајеву, као центру туђинске управе, толико потиснута да се о њима могло само у најужем кругу поверљиво говорити. Дирекција школске власти, која је, заправо, одражавала политичке тенденције аустроугарске окупационе управе, помоћу добро организоване полицијске и шпијунске службе, вршила је строгу контролу над животом и радом школске омладине, тако да је и о најмањим школским изгредима била одмах обавештавана. Кочић је у први мах амбициозно приступио школском учењу. Током прва три разреда био је један од најбољих ђака. Посебно се истицао у математици, старогрчком, немачком и српском језику, који је аустроугарска власт захтевала да се зове „земаљски језик”, не дозвољавајући да се матерњи језик повезује са националном припадношћу. Међутим, у четвртој години наступила је снажна промена у Кочићевом понашању те је почео да се отворено сукобљава са школским властима. Први инцидент, према сведочењу школског друга Лазара Кондића, настао је када је Кочић био удаљен са часа, након што је опсовао пред професором веронауке, јер му је дао мању оцену него што је заслужио. Кажњен због овог инцидента, будући писац не само да је изгубио дотадашње ђачке амбиције, него се у њему развија, како Лазар Кондић сведочи: „сушта супротност од пређашњег уредног, увек спремног, амбициозног Петра. Од тада почиње да изостаје из школе, било му је 17 година, почиње обилазити крчме и кафане”. Разочаран у школу и одбацивши стеге које су му наметале ђачке амбиције, Кочић је почео на различите начине да исказује бунт према систему који је завела Аустроугарска. Повод за нову казну се догодио када је у гостионици преко пута градске већнице скандирао стихове који су започињали стихом: „Српско је небо плаве боје”. Школска управа је на пријаву полицијског агента казнила Кочића са шеснаест сати карцера (школског затвора). Његова оцена из владања на крају првог семестра је гласила: „није беспријекорно ради вјерске несношљивости и лагања”.
Кочићев случај је био саопштен и Земаљској влади. Наиме, када је влада затражила од школске управе извештај о владању школске омладине, што је иначе често чинила, директор Неманић је навео и Кочићев случај као и неке друге који су се односили на нарушавање ноћног мира. Директор је на крају извештаја додао да се све тужбе, уколико их има, односе без изузетака на ученике православне вероисповести. У то време владали су затегнути односи између Срба и Хрвата, а та нетрпељивост одражавала се још јаче међу школском омладином. Хрватски ђаци су углавном позитивно гледали на аустроугарску окупацију, док су ученици српске националности осећали да се њихове тежње побијају на сваком кораку. Већи број српских ђака је све чешће напуштао гимназију у Сарајеву и прелазило у београдске школе, што је изазвало сумњу код власти. Последњи инцидент, који је довео до Кочићевог искључења из Сарајевске гимназије, одиграо се у хотелу Цариград 8. априла 1895. године. Према Кондићевом сведочењу Кочић је у хотел позвао неколико ближих другова како би их почастио, те је тражио од ромског оркестра да му свирају песму Онамо, ’намо!, српску патриотску песму из Црне Горе чије је стихове написао књаз Никола I Петровић. Кочићу је пришао муслиман који је подигнуте руке узвикнуо: „Није ово Црна Гора!”, на што му је Кочић одговорио: „Јест више од Црне Горе!”. Дошло је прво до свађе, а онда и до масовне туче, коју је коначно обуставила полиција. На основу пријаве владиног комесара у школи је спроведена истрага. Према решењу дирекције школе, Кочић је био истеран из гимназије, а ову казну је потврдила и Земаљска влада решењем под бр. 45635 од 25. априла 1895. године. Директор Неманић је 3. маја известио владиног комесара Заржицког о томе да је Кочић избачен из школе, напоменувши да би било најбоље да га протерају из Сарајева. Следећег дана полиција је будућег писца протерала из Сарајева у Бању Луку. Кочић је у писму оцу 15. априла 1898. године негирао да је учествовао у оваквим изгредима и дао је другачије виђење сарајевских година:
За првих година свога гимназијског образовања у Сарајеву, нарочито у IV разреду, био сам често пута изазван од извесних професора, који су безобзирно вређали оно што је мени најсветлије било, јест и биће, док сам жив. Та моја светиња јесте: на првом месту ослобођење моје домовине и уједињење раскомаданог српства. Ја сам против тих испада енергично устајао, и зато сам био истеран из гимназије.
Априла исте године Кочић је тајно и без пасоша дошао у Краљевину Србију, где је наставио школовање у Првој београдској гимназији од маја 1895. до јуна 1899. године. Сећање на свој долазак у Београд описао је речима:
Обузет слатким и некаквим нејасним осјећањем, као и сваки Србин, кад први пут ступа ногом на слободан комадић српске земље, дуго сам лутао по улицама, уморан и гладан, али не осјећајући ни умора ни глади. Дуго сам ходао по биоградским улицама са празним трбухом и дебелом свјеском пјесама у џепу.
Његова материјална ситуација у Београду је била врло тешка. Често је гладовао, а понекад је био присиљен да преспава на улици или у парку. Свом оцу је написао: „Живот мој у Бањој Луци био је тежак и чемеран, у Сарајеву још гори, а у Београду је достигао највиши врхунац у својим патњама”. Упркос недаћама, није губио понос, о чему је известио оца: „ни пред ким се нисам понизио, нити сам кога што мољакао, јер Кочићи не знају мољакати. Било је дана, и то два или три, кад нијесам ништа окусио, али ипак за то нијесам ни пред ким главе сагнуо, да молим милостињу”. Због оскудице и због страха да неће моћи да се врати, током четворогодишњег боравка у Београду није ниједном отпутовао за Босну да види своју породицу. Београдске школске дане је обележио и његов покушај да се оствари као песник. Наговорен од стране једног земљака, однео је своју свеску са стиховима на процену Јанку Веселиновићу. Када је дошао након неколико дана да о песмама чује суд, Јанко му је отворено саопштио да су му стихови „доста рапави”, додавши да сматра да би се могао боље изразити у прози. Иако је био разочаран пресудом, Кочић није одмах одустао од поезије. Сачувани су поједини стихови у ђачкој дружини Нада у којој је читао своје песме, а објавио је и две песме „Поноћни звуци” и „Прољетњи звуци”, обе у омладинском часопису Подмладак 1898. године (то су уједно и његови први штампани радови). Остале песме из овог периода, од којих је неке слао у писмима оцу, нису објављене за време његовог живота. Матурирао је у јуну 1899, поставши први члан из шире породице који је стекао диплому.

### Студирање у Бечу и почетак књижевне каријере (1899—1904)
Након положене матуре и проведеног распуста у Гомионици, Кочић је дошао у Беч, где је уписао филозофски факултет. Ту је слушао предавања из славистике Ватрослава Јагића. Током школовања углавном се кретао у уском кругу пријатеља, показујући честу жељу да живи што повученије. Становао је у собама радничких породица или периферне сиротиње. Финансијски је стајао веома лоше. Његов отац Герасим, на чију помоћ се и тада једино ослањао, био је већ оронуо и није могао у исто време да шаље довољно новца за издржавање двојице синова у школама. Стога је Кочић морао често не само оскудевати већ и да гладује, о чему се сазнаје из његове преписке. У слободно време је одлазио у кафану Корб, која се налазила у улици Ландштрасе у VIII округу, где су неколико генерација раније седели Вук Караџић и Бранко Радичевић. У тзв. боља друштва није ишао, јер, по сопственим речима, у њима се никад није добро осећао.
Кочић је био врло ангажован у политичкој делатности студената, те је учествовао у неколико студентских акција. Тада су често долазили сукоби између словенских и немачких студената, те је због ове нетрпељивости, долазило до изгреда по бечким улицама и на Универзитету. Кочић је учествовао у неколико таквих сукоба. Такође, учествовао је и акцији с пролећа 1901. године, кад је већа група српских студената из Босне и Херцеговине, у којој се Кочић истицао, уложила јавни протест против резолуције босанскохерцеговачких Хрвата о сједињењу Босне и Херцеговине са Хрватском, која је изнесена на дубровачком конгресу словенских новинара Аустроугарске. Још значајнија акција у којој је Кочић учествовао одиграла се 1901. године, када су српски студенти из Босне и Херцеговине, поводом говора министра Бенјамина Калаја пред буџетским одбором аустроугарских делегација, објавили опсежан меморандум у коме су изнели сопствено виђење стања у Босни и Херцеговини. Меморандум је одјекнуо у јавности, те су студенти почели да раде и на другом опширнијем меморандуму. Иако је влада покушала да спречи његово објављивање, нови меморандум је објављен почетком 1902. године у Загребу. У документу се тврдило да Аустроугарска није испунила свечана обећања дата на Берлинском конгресу, која су јој омогућила окупацију Босне и Херцеговине. Посебно се Аустроугарска нападала због нерешавања аграрног питања, те се у њему тврдило да је сељацима још горе него што је било за време османске управе. Указивало се да десетина не само да није укинута већ да се она почела наплаћивати у новцу уместо у натури, како је било у османском добу, а само наплаћивање је вршено по врло несавесној процени. Поред захтева да се аграрно питање реши, у њему се устаје и против низа злоупотреба у земљи: против дуванског монопола, против кулука и новог пореза, против регрутације становништва и одвођења војника изван земље, против школске политике однарођавања и притисака на српске школе, против протежирања туђег становништва и стране колонијализације, против страних фирми, против политичке зависности судија, итд. Према речима Симе Ераковића захтев за решавањем аграрног питања унесен је у меморандум на Кочићево изричито инсистирање. С друге стране, Кочић је почео да улази и у сукобе са српским „народним вођама” тзв. аутономног покрета. Сматрао је да покрет занемарује већинско сељаштво и решавање аграрног питања, и да је њихова делатност искључиво усмерена на побољшање положаја мањине оличене у трговцима и владикама. Сукоб са народним вођама био је један од главних разлога да му Српско културно друштво Просвјета не додели стипендију.
Бечки период Петра Кочића уједно је и период његовог најактивнијег бављења књижевним радом. У Бечу се дружио са другим студентима који су покушавали да се остваре као писци. Иако је до тада углавном писао поезију, у престоници Аустроугарске је почео активније да пише и прозу. Објавио је приповетку „Туба” у београдском часопису Нова искра за фебруар 1901, а потом и приповетку „Ђурини записи” у Босанској вили исте године. Пресудну улогу на даље обликовање Кочића као приповедача извршио је Павле Лагарић, приповедач и књижевни критичар, који је радио као чиновник Дирекције јужних железница. Кочићев први сусрет са Лагарићем одиграо се на јесен 1901. године. Овај састанак, по свему судећи, био је драматичан. Лагарић је отворено изнео недостатке дотадашњих Кочићевих радова, које је познавао по томе што су били објављени у „Босанској вили”, часопису за који је и сам Лагарић писао. Кочић је у први мах био дубоко увређен критиком, али је пристао да се сусреће сваке суботе са Лагарићем у кафани „Паулинеркоф”, где су разговарали о књижевности. Кочић је уз Лагарићеву помоћ успео да се ослободи утицаја Јанка Веселиновића, његове сентименталности и опширности у приповедању, и да нове приповетке напише сажетим изразом, који је био више у складу са тадашњим књижевним стремљењима у оквиру модернизација европске књижевности. Иако се тврдња о Лагарићевом утицају често проналази у литератури о Кочићу, постојали су и књижевни историчари који су те тврдње оспоравали. Радован Вучковић, рецимо, сматрао је да Лагарић своју улогу, коју је описао у тексту објављеном у чланку у „Књижевној Крајини” из 1931, пренагласио и са њом се претерано хвалисао. Крајем 1902. године Кочић је објавио прву збирку приповедака „С планине и испод планине”, коју је издала бечка Зора. У њој се налазило седам приповедака: „Ђурини записи” (преправљени у односу на текст који је штампан у Босанској вили), „Јаблан”, „Гроб слатке душе”, „Зулум Симеона Ђака”, „Истинити зулум Симеуна Ђака”, „Мргуда” и „Код Марканова точка”. У збирку није ушла „Туба”, његова прва објављена приповетка, у чему се, свакако, може видети Лагарићев утицај. Књижевна критика је готово једнодушно дочекала збирку. Позитивне критике су објавили Српски лист, Српска застава, Дело, Коло, Босанска вила, као и Српски књижевни гласник, у коме је Јован Скерлић, ондашњи најутицајни књижевни критичар, написао да је збирка: „истински добра књига, свежа и лепа слика једног дела наше честите Босне, топла и узбуђена песма животу, и као таква биће драга свакоме ко је прочита”. Другу књигу приповедака је објавио 1904. године и она је носила исти наслов као и прва, С планине и испод планине. Књига је објављена у издању Српске штампарије у Загребу и посвећена је Ђури Јакшићу. У њој су штампане „Јелике и оморике”, „Кроз маглу”, „Мрачајски прото” и „Јазавац пред судом”. Скерлић је, приказујући и ову књигу, нагласио да је Кочић један од ређих српских писаца: „који дају лични утисак живота”, пун младости, свежине и силног осећања.

### Венчање и одлазак у Скопље (1904—1905)
Након што је дипломирао, Кочић је провео лето у Босни где се 18. септембра 1904. године оженио Милком Вукмановић, која је била једна од првих писмених жена из челиначког краја. Супружници су се познавали од детињства, а из Милкиних сведочења и записа њеног унука Петра Павића сазнајемо да је између њих љубав букнула кад је она имала непуних седамнаест година. Венчање је обављено тајно, делимично због сумњичаве власти, а делимично и зато што се њен отац Стева Вукмановић противио браку своје ћерке са мушкарцем несигурне будућности. Милка Кочић jе много година касније овим речима описала своје венчање:
Те ноћи киша је лила као из кабла. Ја сам у Бању Луку дошла из Јошавке и остала код очевих пријатеља Анђе и Ђорђа Марића. Петар је изненада дошао из Гомјенице и ту ме је нашао. Времена за чекање није било јер су му швапски жандари били за петама. Са њима је био љуто завађен због „Јазавца” и других дјела. Тражио је од мене да се одмах вјенчамо и да пођем с њим у Србију. Нисам знала шта да му кажем. Љубав према њему и страх од родитеља да се, као најстарије дијете, удам на овакав начин потпуно су ме збунили. Петар и Анђа су наваљивали. Нисам имала куд — пристала сам.
Венчање је обављено у цркви Светог Николе у Романовцима, а венчао их је прота Саво Рађевић под венцом од винове лозе, који је на брзину сплела протина жена. Ни Кочићева породица није знала за брак о чему сведочи да нико од Кочића није присуствовао венчању, као и Кочићево писмо брату Илији од 7. јула 1905, где изричито каже: „Можда сам га и ја својим поступком-женидбом много увриједио, те за то ми не хтједе никако одговорити на ону моју карту из Скопља, у којој сам синовски молио да ми опрости и благослови мој брак”. Ипак обе породице су напослетку прихватиле брак и биле су значајна подршка супружницима у даљем животу.
Млади супружници су након венчања прешли у Београд, где су живели од септембра 1904. до краја јануара 1905. године, где су чекали да Кочић добије државну службу у школи. Почетком 1905. године у Талетовој штампарији у Београду изашла је и трећа збирка приповедака, која је као и претходне две носила наслов „С планине и испод планине”. Збирка је посвећена докторима Н. Вучетићу и М. Вучетићу. У њој су објављене приповетке: „Из староставне књиге Симеуна Ђака”, „Мејдан Симеуна Ђака”, „Ракије, мајко!”, „Јајце”, „Пјесма младости”, и „У магли”. Књижевна критика је и трећу књигу повољно дочекала и оценила. Почетком фебруара 1905. године Кочић добија посао професора српског језика и књижевности у српској мушкој гимназији и учитељској школи у Скопљу, тадашњем Османском царству. Тамо га је затекла вест да му је отац преминуо и да му се млађи брат Илија замонашио. Атмосфера у Скопљу је била веома напета јер су различите нације агитовале за своје националне државе у тренутку када је Османско царство све више слабило. За време свог десетомесечног боравка, Кочић је критички посматрао тамошње прилике, незадовољан великим сиромаштвом Срба кметова и огорчен бахатим понашањем богатих Срба трговаца и црквених великодостојника. У таквој атмосфери почео је да пише низ „Слика из Старе Србије и Маћедоније”, како их је назвао, али је успео да објави само једну под насловом „Скопље”, која је изашла у сарајевском листу Дан. Кочић је у тексту отворено и са омаловажавањем говорио о неспособности српског конзула у Скопљу, а за положај Срба је рекао да је исувише „траљав”, због чега је почео да стиче непријатеље међу српском елитом. Његови сукоби са виђенијим македонским Србима кулминирају када је у Политици објавио допис под називом „Једна фамозна свадба”, где је напао архимандрита Саву, због тога што је у Тетову наредио да се 42 српске куће потпуно испразне, док 28 кућа треба да буду у припреми, како би Сава у њима сместио своје „силне госте”, који су долазили на свадбу његове ћерке, која се удавала за „фанатичног бугарског присталицу”. Кочић је протестовао што српски свештеник тако поступа са српском сиротињом, што „ударају гочеви, јаучу зурле, цвиле ћеманета, шуште свилене димије златом сувим извезеним”, што је све било без укуса, бахато и просто. Новинарски чланак је одјекнуо београдском чаршијом, а српски конзул у Скопљу га је тужио министарству у Београду, истичући да би: „много боље било кад би Кочић вршио нападе на бугарског владику Синесија, који има доста материјала за то, него што напада архимандрита Саву”. Тужба је наишла на одзив у министарству, те је Кочић кажњен премештајем у гимназију у Битољ. Осетивши да су га неправедно казнили, Кочић је допутовао у Београд, не би ли изложио свој случај. Како није успео да дође до министра, он је напустио Београд и отишао у Сарајево. Због овакве побуне и неизвршавања наређења о премештају, актом министарства од 14. новембра 1905. године отпуштен је из државне службе.

### Други прогон из Сарајева (1905—1906)
У новембру 1905. године Кочић се поново настанио у Сарајеву, где је атмосфера након Калајеве смрти (1903) и постепене ликвидације његовог апсолутистичког режима, постала видно повољнија него пре десетак година, у време његовог гимназијског боравка. Ипак политичка борба се из дана у дан све више заоштравала, а Кочић се одмах при доласку политички ангажовао. Прво је постао повремени сарадник политичког листа Српска ријеч и Дан, а затим је изабран за секретара друштва Просвјета. Имао је намеру да и сам покрене сатирично-хумористични лист Јазавац, али му власт то није одобрила. Иступао је против аустроугарских власти пишући чланке, држећи говоре и чинећи друге активности залажући се за бржу демократизацију земље. Издваја се његово учешће у акцији за слободу штампе, коју су почетком 1906. године повели књижевници, новинари и публицисти. У подужем документу, који су потписали сви знаменитији делатници писане речи Босне и Херцеговине од Светозара Ћоровића и Алексе Шантића до Керубина Шевгића и Османа Ђикића, захтевало се да се укине превентивна цензура, затим, да се укину све наредбе које спречавају слободну размену мисли и да се донесу закони којима ће бити загарантована слобода штампе, слобода збора, договора и удруживања, као и слобода науке и уметности. Пошто је врло брзо постао значајна политичка фигура у Сарајеву, аустроугарска власт је будно мотрила на његово понашање, чекајући прилику да паралише његов рад и утицај. У тајном документу полиција га је описала као „фанатичног револуционара” и главног коловођу „аустрофобичног покрета који има за циљ свесрпско уздизање у Босни”.
Највећи политички догађај за време Кочићевог другог боравка у Сарајеву био је генерални раднички штрајк. Дан након забране прославе првомајског празника, 2. маја 1906. године прве у штрајк ступиле су раднице Фабрике дувана, које су од свих радника биле најслабије плаћене. Истог дана објавили су штрајк и радници циглане. Због хапшења неколико радница, штрајкачи су сутрадан дошли испред полицијске зграде код затвора Беледије и тражили њихово ослобађање. Радницима су се придружиле и други грађани, међу којима и већа група ђачке омладине коју је предводио Кочић. Према извештају владиног шпијуна, који је имао задатак да прати Кочића, најзаслужнији за распаљивање масе био је управо Кочић, који је први јурнуо на Беледију. Окупљена маса је каменицама засула прозоре општинске куће, а потом је дошло до оружане интервенције војске, која је пуцала у окупљени народ. Погинуло је троје учесника, а више њих је било рањено. Ова демонстрација довела је до тога да се 4. маја прогласи генерални штрајк радника, те су од 8 сати изјутра све радње биле затворене и рад обустављен. Првог дана штрајка радници су одржали велики збор код Лаха у Кошеву, где је међу говорницима био и Кочић. Протест је одјекнуо земљом, те се убрзо проширио на Зеницу, Тузлу, Мостар, Бању Луку, Завидовиће, Вареш и Травник. Због ширења незадовољства влада је морала да попусти, те је 6. маја пристала на договор о повећању надница и добијање права на синдикално организовање, чиме је штрајк успешно окончан. Кочићева делатност за време штрајка је била усмерена пре свега на покушај да сељаке споји са радничким штрајком, а након његовог окончања да сељаштво организује на сличан начин. Влада је Кочића у извештају означила као главну опасност и саветовала је његово хитно одстрањење из Сарајева. Прво су покушали да подметну лажно писмо, које би Кочића повезало са тобожњим тајним акцијама из Београда. Намера је откривена и писмо је под насловом „Једна мистификација против Кочића” објављено у листу Дан. Потом је поведена истрага због Кочићевог учешћа у генералном штрајку, у првом реду у демонстрацијама уочи штрајка пред већницом. Међутим, тужилац није успео да приложи довољно доказа за подизање оптужнице те је истрага обустављена. Најпосле, влада је покушала да покрене судски поступак због Кочићеве критике аустроугарског управљања у својим приповедака, али су након пажљивог разматрања његовог књижевног опуса, утврдили да ни овде немају довољно материјала за покретање поступка.
Од 25. до 28. августа 1906. године Кочић је присуствовао другом конгресу југословенских књижевника и новинара у Софији. На конгресу је основан посебан Савез југословенских књижевника и публициста са циљем да се јужнословенски народи међусобно више упознају и зближе. За секретаре српске групе изабрани су Јован Скерлић и Петар Кочић. Током другог боравка у Сарајеву Кочић готово да није писао књижевност. Објавио је малу приповетку „Чврко” и два некролога (Јанку Веселиновићу и Стевану Сремцу), оба у „Босанској вили”. Поред краћег приказа календара „Вардар”, објавио је у Српској ријечи и подужи полемички чланак о Милаковићевој збирци „Наша пјесма”. Српска краљевска академија доделила је Кочићу новчану награду за приповетке из збирке „С планине и испод планине” 1906.
Кочић је учествовао у демонстрацијама српске омладине 25. и 26. октобра 1906. године због сталног и отвореног вређања српског народа у листу Хрватски дневник, који је био у рукама Римокатоличке цркве и имао подршку аустроугарске власти. На скупу је дошло до туче и до пуцњаве, те је против Кочића поново поведен поступак. Кажњен је са пет дана затвора или са 50 круна глобе. Висина казне указује да је инцидент био мањег карактера. Земаљска влада, незадовољна минималном казном, наредила је владином комесару поновно покретање поступка, видећи у овоме прилику да коначно писца протерају из Сарајева. Поступак је поново покренут 11. новембра, на шта је Кочић протестовао против незаконитог новог оптуживања за ствар за коју је већ једном осуђен. Пресуда је изречена 16. новембра и у њој се изричито инсистирало на његовом прогону из Сарајева. Кочић је 8. децембра полицијски спроведен на железничку станицу одакле је протеран из главног града Босне и Херцеговине по други пут.

### Политичка делатност у Крајини, покретањеОтаџбинеи тамновање (1907—1910)
Након другог прогона из Сарајева, Кочић се неко време задржао у Будимпешти, да би 21. децембра 1906. стигао у Бању Луку, где се и настанио. Кочићев долазак у Крајину поклапа се са временом када су Срби у Босни и Херцеговини улагали напоре да створе јединствену политичку организацију која би окупила све народне снаге и заступала српске националне интересе. Овај покушај предводили су интелектуалци млађе генерације незадовољни резултатима аутономног покрета, што је упркос покушају да се разлике превазиђу, довело до сукоба са дотадашњим српским вођама, који су углавном били имућнији чаршијски трговци. Интелигенција је као основицу за ново српско окупљање истакла, под утицајем савремених друштвених струјања на европском западу, тзв. реални национализам и политичку демократију. Напори су резултирали доношењем Сарајевске резолуције маја 1907. и оснивањем Српске народне организације на митровданској народној скупштини од 7. до 11. новембра 1907. Кочић је своју политичку акцију повео у оквиру Српског народног покрета, као што су учиниле и већина српских група тог времена. Ипак Кочићева делатност се видно одвајала по питању односа према решавању аграрног питања. Док је интелигенција била опрезна и неодређена у својим захтевима за решавањем овог проблема избегавајући сукоб са муслиманским крупним земљопоседницима у којима су видели могуће савезнике, Кочић је отворено и доследно заступао права српских сељака и борио се за коначно разрешење њиховог кметског положаја и сурове експлоатације од стране бегова, али и српске чаршије.
Кочићева политичка делатност у Крајини везана је пре свега за покретање листа Отаџбина. Кочић је био главни уредник часописа, док је за одговорног уредника изабран Васо Кондић. Први број је изашао на Видовдан 1907. Подељен на рубрике, лист је доносио краће записе и вести о народној просвети и привреди, затим, важније догађаје из српских земаља, међународни политички преглед, домаће вести и, најпосле, белешке о књижевности, уметности и друштву. Ипак оно по чему је лист одјекнуо широм Босне и Херцеговине, био је жестоки опозициони став према аустроугарској управи, који је избијао готово из сваког натписа. По томе се посебно истицала рубрика „Суви зулуми” у којој су се врло оштро жигосале неправде окупационог режима и њихових представника. Због оваквих ставова часопис је био подвргнут строгој цензури. Од шеснаест бројева колико је изашло под Кочићевим уредништвом, девет бројева је заплењено, што је подразумевало да су се ти бројеви морали поново штампати са белим просторима на местима где су се налазили проблематични чланци. Из броја у број појављивало се све већи број белина. У часопису се стално инсистирало да је постојећи државно-правни положај земље само привремен, јер је настао на тај начин што су велике силе на Берлинском конгресу повериле Аустроугарској привремену управу над Босном за извршење одређених реформи, у чему она, међутим, није успела. Инсистирало се на подсећању да аустријски цар није прави суверен Босне, него само привремени управитељ, док пуно суверенство над земљом и даље припада Османском царству. Самим тиме, Аустроугарска нема право да доноси и примењује своје законе, који као нелегитимни, имају статус просте наредбе, без правне подлоге. Лист је достигао широки утицај и утврдио је Кочића као најутицајнију политичку фигуру босанскохерцеговачких Срба, поготово међу народним масама. Овакав часопис није могао да прође без санкција од стане аустроугарске управе, те је Кочићу и Кондићу суђено два пута због нарушавања јавног мира. Први судски процес поведен је због прва четири броја против Кочића, Кондића и песника Јове Г. Поповића (који је непосредно након подизања оптужнице преминуо). Главна расправа је одржана 9. октобра, а претходно су оптужени ухапшени и затворени у истражни затвор, а у редакцији је извршена преметачина. Према пресуди која је изречена истог дана Кочић и Кондић су осуђени сваки по шест месеци затвора. Док се чекало на решење за жалбе на пресуду, одржано је ново суђење 6. децембра исте године, овог пута за инкриминисане ствари од 5. до 16. броја Отаџбине. Због саучесништва у злочину увреде владара и злочина ремећења јавног мира Кочић и Кондић су осуђени на додатних осам месеци тешке тамнице. Оптужени су, незадовољни пресудом и висином казне, поднели жалбе врховном суду. Врховни суд је потврдио прву пресуду, док је другу преиначио само у саучесништво у злочину сметања јавног мира, али је и казну за другу пресуду додатно повећао, и то Кочићу на 15 месеци, а Васи Кондићу на 12 месеци тешке тамнице, пооштрене једним постом сваког другог месеца.
Петар Кочић је приступио издржавању казне 22. фебруара 1908, када је, по решењу врховног суда, пресуда постала правомоћна. По тек донесеном закону од 30. јануара 1908. Кочић је добио статус , тј. статус политичког затвореника. Од 22. фебруара до 27. марта 1908. био је затворен у бањалучком затвору, такозваној Црној кући, где је својевремено био затворен и Кочићев отац и где је већ провео два месеца приликом истражног поступка, да би потом био премештен у тузлански окружни затвор. Кочић је тешко подносио тамновање у тузланском затвору, те је постајао нервозан и пркосан. Забележено је да су код њега у овим приликама знали да наступе часови клонулости и депресије, што су били први назнаци тешког душевног стања у које ће касније упасти. Мучна расположења су била подстакнута забринутошћу због животне егзистенције његове жене и детета, здравственим проблемима који су били изазвани лошим затворским условима, али и усамљеношћу пошто је Кочић као политички затвореник био одвојен од других осуђеника. У августу 1908. одбио је да приликом рођендана цара Франца Јозефа поднесе молбу за помиловање, али је крајем 1908. сама Земаљска влада поднела захтев за Кочићево помиловање поводом прославе шездесетогодишњице царевог ступања на престо. И Кочић и Васо Кондић су помиловани 6. децембра 1908. Током њиховог тамновања извршена је анексија Босне и Херцеговине Аустроугарском царству.
Након што је пуштен из затвора, Кочић је, болестан и исцрпљен, отпутовао у свој родни крај. Због политичког деловања у периоду од повратка са студија у Бечу до одласка у затвор, Кочић је објавио само неколико краћих књижевних текстова ("Чврко, " „Молитва”, „Тавновање”, „Кроз мећаву” и „Тежак”), те је сада имао прилике да се поново посвети писању. Прво се посветио етнографском проучавању његовог родног краја, односно, испитању порекла змијањског становништва. За помоћ се обратио Јовану Цвијићу, који му је послао литературу и штампано упутство о испитивању насеља, у којем је поцртао важнија места на која треба обратити пажњу. Плод ових настојања био је етнографско-приповедни текст „Змијање”. Први одломак из „Змијања” објављен је у Српском књижевном гласнику 1. септембра 1909. под насловом „Кроз Змијање”, посвећујући га Јовану Цвијићу. Остали одломци објављивани су у Српској ријечи, Босанској вили, Развитку и поново у Српском књижевном гласнику. Као целина, „Змијање” је објављено у у књизи „Јауци са Змијања”, четвртој и уједно последњој Кочићевој збирци. Књига је штампана у Загребу средином фебруара 1910. и била је посвећена „драгом пријатељу Петру Лагарићу као мали видљиви знак топле захвалности коју у душу носи писац”. Поред „Змијања” у овој књизи објављени су и приповетке „Молитва”, „Вуков гај” и „Кроз мећаву”. Са циљем да подстакне културни рад на подручју Босанске крајине, Кочић је у јануару 1910. покренуо месечни лист Развитак. Часопис је био кратка века. Изашло је укупно шест бројева и угасио се у јуну исте године. И поред тога, његова појава је била значајна, пошто су у њему објављивали поред Кочића и други значајнији културно-научни делатници тог периода попут Скерлића, Цвијића, Шантића и др.

### Посланик у Сабору (1910—1913)
Кочићева политичка делатност се наставила доношењем устава и оснивањем Земаљског сабора. Изборни ред Земаљског сабора успостављен је према верско-националном кључу (православном становништву као најбројнијем припадао је 31, муслиманском 24, католичком 16 и јеврејском један посланички мандат). После дужих преговора Српска народна организација је успела да се уједини и постигне политичко јединство, те су српске снаге компактно груписане изашле на изборе. Компромисно јединство српских снага и њихов политички програм заснивао се на опозиционом ставу према туђинској власти и на захтеву о обавезном решењу кметског питања. На изборима за Земаљски сабор 1910. Српска народна организација освојила је 31 мандат, тј. све мандате предвиђене за православно становништво. Један од изабраних посланика био је и Петар Кочић. Рад Земаљског сабора је отпочео 15. јуна 1910. године. Врло брзо у Српском клубу су настајале прве поделе. Чаршијска струја српских трговаца, чиновника и земљопоседника инсистирала је на мирном прилагођавању постојећем поретку штитећи на тај начин сопствену економску добит, док је друга група посланика, међу којима је био и Петар Кочић, инсистирала на ранијем договору о опозиционом ставу. Став да се мора учествовати у раду сабора стекао је превагу у Српском клубу, те су српски посланици формирали са муслиманским посланицима саборску већину. Кочић се није могао сложити са оваквом политиком, те се удаљио из Клуба већ у лето 1910. године, после саборског заседања у којем је изгласан први буџет. Из Клуба је коначно иступио на јесен исте године. Након иступања, Кочић је кренуо самосталним путем као посланик, бранећи првобитна програмска начела. Више пута је говорио у Сабору. У својим говорима се дотицао различитих питања износећи јасно и отворено своја становишта. У њима је критиковао рад аустријске управе, позивао на укидање места валије и цивилног паше, истицао потребу хитног решавања аграрног питања и жестоко је критиковао појаву кметодерства (прекупљивање кметова ради зараде и учествовања Срба у оваквој трговини). Кочић је у исто време препоручивао и многе молбе сељака који су тражили ерерно земљиште, уређивање питања испаша, опроста шумских глоба или решење неког другог проблема. Не би ли се народ сачувао од нових намета, које су непрестано расле, Кочић се више пута изјаснио против раста плата државних службеника. Тако је, када је влада поднела захтев за повећање службеничких пензија, Кочић јавно иступио истичући да улога посланика није да побољшава и „онако добро стање босанско-херцеговачких чиновника”, него да помогне тежаку, „тек кад се њему помогне и он економски ојача, онда тек треба прећи на регулисање разних плаћа и пензија”. Поред интереса сељака, Кочић је заступао у Сабору и интересе радника. Редовно је одржавао везу са радничким покретом и неколико пута је писао за социјалистичке новине „Глас слободе”. Како социјалисти нису имали свог представника, њихове изгласане резолуције често је подносио Сабору управо Кочић. Позната је и његова критика на рачун исквареног језика који се употребљавао приликом писања закона. Кочић је за кварења језика кривио владу, њене чиновнике, „њене званичне новине, законе и наредбе, њене школе и школске књиге, њене разнолике уреде и судове”. У свом говору је истакао: „То нас као старе добре Бошњане мора бољети, јер је наш језик и у најстарија времена био необично лијеп и звучан, много љепши и народнији од језика у источним српским земљама, који се развијао под утицајем византијске културе и грчке синтаксе”. Кочић је заједно са неколицином другова, поднео Сабору предлог о чишћењу језика у законским текстовима са следећим образложењем: „Пошто смо се увјерили, да је језик и стил у поднесеним законским основама нечист и ненародан предлажемо, да се изабере одбор од тројице посланика, који ће све законске основе прегледати и погрешке у језику и стилу исправљати”. Овај предлог је усвојен, и на седници Сабора 17. новембра 1910. г. изабран је одбор за решење овог питања сачињен од тројице посланика, међу којима је био и Кочић.
Почетком 1911. у Сабору долази до формирање нове саборске већине сачињене од хрватских и муслиманских посланика, а српска страна је постала опозициона. Формирање нове саборске већине омогућило је да се пред Сабором изнесе владин предлог о факултативног откупу кметова, који је одговарао муслиманским беговима, а који су Хрвати били спремни да подрже надајући се муслиманској подршци по питању језика. Српски посланици су начелно заступали обавезни откуп кметова, али је у Српском клубу постојала и струја која се залагала за компромисно решење. Приликом претреса владиног предлога о факултативном (уместо обавезног) откупу кметова 3. априла 1911, Српски клуб, не само да је дозволио да владин предлог прође готово без расправе, већ је одлучено да за владин закључак гласају Срби вирилисти и сви посланици прве курије. Приликом претреса Кочић је одржао упечатљив говор о аграрном питању. Он је заступао мишљење о потреби укидања кметства путем обавезног укидања свих феудалних права на земљу, одбацујући владин предлог о факултативном решењу као рђав. Како је из српског клуба изашао још крајем лета 1910. Кочић није био везан никаквим обзирима према српској чаршији и њеном додворавању муслиманским посланицима из беговски породица, те је своје мишљење о аграрним односима могао изнети отворено и искрено. Кочић је најпре изнео историјски постанак и развој кметства у Босни и Херцеговини. Потом се осврнуо на садашње стање и изнео податке из више крајинских срезова. Говор је завршио позивом да се аграрно питање одједном реши, сечењем Гордијевог чвора, истичући разне користи које земљи пружа ослобођено сељаштво. Упркос Кочићевом говору, одлука је била унапред запечаћена. Владин предлог је изгласан великом већином, пошто су за њега гласали хрватски, муслимански и неколико српских посланика. Гласање појединих српских посланика за владин предлог, Кочић је окарактерисао као народну издају.
Кочић је према Српском клубу, због националних разлога, у првом периоду заузимао резервисано држање, гајећи наду да ће се њихова политика, ипак, вратити на пут оних политичких начела због којих их је народ и изабрао. Међутим, он је био присиљен и да јавно иступи против овакве политике средином 1911. Повод је био покушај Клуба да у изборним срезовима Кочића и двојице његових другова, који су такође иступили, спроведе своју политичку организацију и да под видом чврсте организације, онемогући слободну и јавну критику рада посланика и политичког вођства. Стога је Кочић са двојицом другова 19. јула 1911. написао дужу изјаву где је први пут рад Српског клуба подвргнуо јавној критици. Између осталог, потписници су указали на штетан рад Српског клуба и његово дволично држање у свим крупним питањима, нарочито по питању првог буџета и у кметском питању. Због тога је српска политика у Сабору доживела неуспех, а тај неуспех је настао: „од једне болесне несталности у принципима, млитавости, неискрености, неспособности људи који данас воде одлучну ријеч у Клубу Срба посланика и који стално стоје под кобним утицајем закулисних послова и сумњивих дошаптавања још сумњивијих лица, којима се не би ни по које благо смјело допустити да се мијешају у народне ствари”. У изјави се даље каже да су се потписници, као посланици, „које је у Сабор послала голотиња и сиротиња народна”, трудили да рад Српског клуба врате на прави пут, али да када у томе нису успели, одлучили су се да из њега иступе. Ова изјава означила је Кочићев коначни раскид са Српским клубом. Убрзо након раскида, Кочић је поново покренуо Отаџбину. Први број је изашао 6. септембра 1911. Лист је излазио најпре двапут, а од 1. јануара 1912. трипут недељно. У уводном чланку првог броја истиче се да Отаџбина чврсто стоји на првобитном српском политичком програму, али и указује на грешке које је начинио Српски клуб и посебно се упозорава на тешке последице које могу наступити ако се таква политика продужи: „Народ би спавао мртвим сном” — каже се на крају непотписаног Кочићевог чланка — „клале би га гладне душе и гмизавци. Наступило би идеално стање за политичке шићарџије и лукаве властодршце. Настао би мир који би био налик на гробље. Да не буде сасвим тако, да се та гробна тишина, у којој те језа хвата, прекине, да се чује мушки и јасни глас, који је неугодан силницима и пузавцима, али је угодан потиштенима и поништенима на селу и градовима — излази ’Отаџбина’”. Око Отаџбине се формирала посебна политичка група у Сабору. Иако мала, са свега три посланика, група се брзо афирмисала и добијала све више присталица међу обичним народом. Српски клуб је путем штампе (посебно путем листа Српске ријечи) нападао Кочића, оптужујући га да руши српско јединство. Отаџбина им није остала дужна те је на страницама свог листа позивала на борбу против „стварања шупљих величина”, које се обично називају „угледни” и „виђени” људи: „Нарочито нам је онда та величина одвратна, кад је сами јавни радници стварају због респектовања њиховог блага и тефтера”. Симпатије Кочићеве групе су биле усмерене према такозваном малом човеку. О томе се отворено каже: „Не признајемо владу богаташа, хонорације и посједника, у име правог демократизма тражимо једнако право за све према броју”. У исто време, Кочић је водио борбу и против муслиманских бегова. Дајући сажету карактеристику о босанским феудалцима, он је напао феудални менталитет муслиманских великопоседника. Устао је против: „феудалне пожуде са сабирањем материјалних добара, разних положаја титула и части” као и против бошњаклука, „те одвратне националне безбојности”, истичући да: „феудално родољубље босанско нити је прелазило нити прелази границе посједа”. Подршка народа Кочићевој групи показала се крајем 1911, када је у ванредним изборима за изборни зворнички, власенички и сребренички срез, обични тежак (подржан од Отаџбине) Максим Ђурковић победио Атанасију Шолу, званичног кандидата Српског клуба. Почетком 1912. на још једним накнадним изборима, још један кандидат Отаџбине побеђује, а самој групи се придружују још два посланика која напуштају Српски клуб, тако да је Кочићева група имала у Сабору већ седам посланика. Са друге стране, унутрашњи раздори у Српском клубу по питању да ли српски посланици требају да учествују у раду владе или не, довео је и до формалног цепања групе — на чаршијску групу одану влади око Српске ријечи и на опозициону, демократско-националистичку групу око листа Народ.

### Последње године и смрт (1913—1916)
Крајем 1912. године јавили су се први озбиљнији симптоми лошег душевног стања код Кочића. Болест се постепено развијала узимајући све више маха, а његова плаховитост је све више уступала место меланхолији. Стање му се додатно погоршало кад му је трогодишњи син Слободан умро од туберкулозе 1913. године. С пролећа исте године код Кочића су се живци толико растројили да су га лекари послали да се одмара на Иван планини, где је остао све до јесени 1913. године, избегавајући бављење политиком. Неспособан готово за било какву делатност, током овог периода је превео једну приповетку Максима Горког и написао неколико краћих бележака за „Босанску вилу”. На наговор својих пријатеља Кочић је у јануару 1914. године отпутовао са трудном женом у Београд на лечење где је примљен у душевну болницу. Вест о његовој болести изнела је на видело велику популарност коју је уживао као народни борац и књижевник, те су добротворне вечери за скупљање прилога организоване у Београду, Клепцима, Сарајеву, Новом Саду, Бањој Луци, Мостару, Жупањцу, Бусовачи, Цетињу и др. Исте године Милка Кочић му је родила ћерку Душицу.
Кочић је дочекао почетак Првог светског рата у болници, где се међу душевним болесницима налазио и песник Душан Срезојевић. Вредно сведочанство о Кочићевим последњим данима оставио је у виду записа Милан Јовановић Стојимировић, тада шеснаестогодишњак који се 1915. године, након пада Београда, да би се спасио интернације, запослио у болници као писар код свог ујака др Душана Стојимировића. Он описује бригу коју су запослени, као и други пацијенти, посвећивали оболелом Кочићу. Његово телесно и душевно копњење описао је речима:
Било је дана када је П. Кочић збиља био ’живи леш’ то се не може оповргнути. Тада сам увиђао с колико су тачности лекари оспоравали моје лепе наде. Он би тада долазио не називајући ником бога, седао би, пушио, ћутао и одлазио опет не опраштајући се ни са ким. Али та расположења га нису никада дуго држала. Дан-два, и њему би се опет враћао стари изглед, био је опет вољан да чита, да разговара, каткад и да се смеје. Његово нормално расположење била је нека утученост, известан унутрашњи умор, који је пратила мала невезаност мисли и мрзовоља; али никад он није губио изглед човека који мисли. Додуше, његова мисао је била трома и реч му неизразита, али он никад, па ни у данима највећих криза, није мислио сасвим лудачки, и никад се није тако изражавао као што чине умни поремећеници. Он је био неупотребљив, то се не може порећи, и није било наде на исцељење. Али он никада није био несносан, никад комичан, никад бедан, па и кад је изазивао највеће сажаљење.
Кочић је у услед погоршања болести пао у постељу 21. августа 1916. године, а умро је у четири сата ујутру 27. августа исте године. Пошто се болничка капела кречила, његов леш је био положен у купатилу. Преминули душевни пацијенти су сахрањивани без ковчега, али је по специјалној наредби управника један од пацијената по имену Милош, који је уобразио да је Бог, истесао ковчег. За тај посао је награђен Кочићевим капутом. Стојимировић сликовито описује опело:
Сутрадан у три часа, отац Гавра Милошевић, свештеник и пријатељ покојников, чита му велико опело. Кочић лежи мало осмехнут, у чарапама, без обуће и гологлав. Око лица му је неки прост укус поређао цвеће, као што се то чини са сељачким мртвацима. Тетка Мара је ваљда додала неколико крупних и ситних јабука уз бледе образе, фине и прозирне, и чело, жуто и хладно. Нико се не сагиње да га пољуби, а спремају се да спусте поклопац. Настасија, једна лудакиња која је увек у капели и око мртваца: „Где ћете — рече- таквог човека гологлавог и босонога?” Неко отрча и донесе једне нове собне ципеле од црвеног платна, које му журно навлаче… Неко други му помиче главу, док остали плачу. Одједном — је ли то игра случаја, ћуд судбине, њена логика или лудачки прохтев? — Петру Кочићу, великоме Србину, мећу на главу просту српску војничку шајкачу… Нас неколико који разумедосмо тај лепи симбол згледасмо се накострешени од језе
- И право је. Право је, — додаде, накрививши капу на мртвачкој глави, чији болни осмех као да се још више развуче.
Кочићево тело је потом тајно донето на Ново гробље, без спровода пошто су за време окупације била забрањена окупљања. Кочића је надживела супруга Милка (умрла 1966) и ћерка Душица, које су непосредно након пишчеве смрти живеле тешко. Милка Кочић, иако је надживела свог супруга за педесет година, никада се није преудала и борила се читав живот за одржавање Кочићеве културне заоставштине. Ћерка Душица је завршила студије књижевности у Београду, а потом се удала 1942. године и добила троје потомака — Бојану, Милицу и Петра, који је добио име по свом деди.

## Књижевно стваралаштво

### Жанр и књижевна традиција
Петар Кочић је писао сва три књижевна рода: епику (приповетке, цртице и слике), лирику (песме у стиху и прози) и драму (драмске сатире). Највиши уметнички домет је достигао пишући приповетке и драмске сатире. У издањима сабраних дела објављују се и његови публицистички и новинарски текстови, говори у Сабору као и сачувана лична преписка. Његов књижевни опус по броју написаних дела није велики и највећи број дела је написао у студентским данима. Његово стваралаштво се може поделити у два дела. Први обухвата студентски период од 1901. до 1905. године. Током овог периода објавио је три збирке приповедака истог имена: „С планине и испод планине” (1902), „С планине и испод планине” (1904) и „С планине и испод планине” (1905), као и драмску сатиру „Јазавац пред судом” (1904). Други период обухвата период од 1908. до 1911. године када су настали „Јауци са Змијања” (1910) и „Суданија” (1911). Књижевна критика сматра да је уметнички вреднија дела написао у првом периоду. Историја књижевности је двојако периодизовала Кочићево стваралаштво. Старији историчари су га сматрали једним од последњих писаца српског реализма, док је данас, под утицајем новијих историчара, устаљено мишљење да је Кочић један од првих модерних писаца у српској књижевности.
Наука о књижевности не може јасно да утврди који су писци пресудно утицали на обликовање Кочића као књижевника због недостатка изворних докумената о његовој лектири и књижевном изграђивању. Ипак одређену оријентацију пружа делимично сачувана Кочићева библиотека. Од домаћих присутан је утицај Ђуре Јакшић, коме је и посветио своју другу књигу, затим утицај Јанка Веселиновића и Доситеја Обрадовића. На његову књижевност утицала је и народна књижевност, а усмено приповедање и певање појављује се и као мотив у његовим приповеткама. Од страних писаца књижевни историчари су указивали на утицај Ивана Тургењева, Леонида Андрејева, Фјодора Достојевског, Хенрика Ибзена, Бјернстјернеа Бјернсона и Максима Горког.
Кочић је приповетке написао настављајући традицију сеоске приповетке (Веселиновић, Паја Марковић-Адамов, Глишић и др). Ову традицију, која је пре његове појаве запала у дубоку кризу, модернизовао је и подмладио, уневши у њу нове елементе. У погледу форме, епски начин приповедања, са опширном дескрипцијом и расплинутим низањем догађаја, заменио је кратком, сажетом приповетком, занимљивом не само по свежем и живописном језику, него и по драмским елементима. Уз складну примену модерних елемената Кочић је дао и нову обраду приповедних мотива. Уместо безбрижног сељака и задовољног, идеализованог села, каквом су били склони приповедачи из претходне генерације, Кочић је у својим делима приказивао намучене сељаке и тамну страну поробљене и сиромашне сеоске средине.

### Ликови
Приказујући народ Босанске Крајине, Кочић је дао неколико значајних ликова који су јединствени у српској књижевности. Карактерисани кроз поступке и схватања, они су добро изграђени са изразитим индивидуалним цртама. Ипак, Кочићеви јунаци нису обичне сељачке фигуре са свакидашњим сељачким животом, него индивидуализовани ликови, скоро искључиви у својим поступцима. Они су дубоко обележени географским подручјем одакле потичу, те су „набрекли снагом, пуни живота и горштачке гордости”. Тај свет и горштачки менталитет Кочић је описао речима: „Све је љуто, немирно, горопадно и тврдоглаво на 'вој планини и испод планине. У нас је ријеткост питом и ’вамо покоран човјек”. Исидора Секулић истиче да човек у Кочићевом делу: „занемарује лични живот и одупире се душом а не телом”, те је стога, „развио у себи једну хладну, тврду, скоро нечовечну гордост, и служио се њом као активним и пасивним оружјем и против непријатеља и против пријатеља”. Карактеристично је и то да су сви јунаци из Кочићевих приповедака заиста постојали и да су живели у Змијању и у непосредној пишчевој околини. Међу ликовима, књижевни проучаваоци су посебно издвајали Давида Штрпца, Симеуна Ђака, Мрачајског проту и Мргуду.
Давид Штрбац, лик бунтовног и превејаног сељака, најпознатији је Кочићев књижевни јунак. Први пут се појављује у виду епизодног јунака у приповеци „Туба”, а најпознатији је као главни лик драмске сатире „Јазавац пред судом”. Он физички не личи на класичне јунаке: мален је, низак, сув као грана, а лаган као перце, сав сед јер се родио некако „кад се први пут почела трећина од народа купити”. Како су још и Кочићеви савременици истакли, Штрбац је необично тврд: „као да има у њему нешто од великих клисура и огромних глечера, необично жилав и лијеп. Та љепота у оној гордости једнога гладнога човјека и у моралности једног неопаженог стварања”. Иако се прави луцкастим и лудим, он прича „са префињеним и снажним сарказмом са сталоженим стишаним болом, са оригиналном фразеологијом свога краја, са свјежим националним осјећањем”. Давид Штрбац није само српски босански крајишки сељак, већ сељак уопште, вечно варан и вечно искоришћаван човек који је свестан свога очајног положаја и тражи правду. Иако је дат у комичном оквиру, он ипак изазива дубоко саучешће.
Симеун Ђак је јунак у пет повезаних Кочићевих приповедака („Зулум Симеуна Ђака”, „Истинити зулум Симеона Ђака”, „Мејдан Симеона Ђака”, „Из Староставне књиге Симеуна Ђака” и „Ракијо, мајко”). Симеун је остарели искушеник манастира Гомионица кога монаси нису закалуђерили већ тридесет година због његове чудне ћуди: „О, братски ће се љубити и грлити, онда ће скочити и подвриснути: ’Стој! Буди мене миран’ — па ће те на мртво име испребијати ако је јачи. Крошто, зашто, то нек' сами бог зна”. Склон је испијању ракије и лажима о својим наводним јунаштвима. Он је приповедач на сељачким седељкама, где се уз котао ракије, приповедају догађаји из старих времена кад се за „сопру заједно сједало око Митровдана а устајало о Ђурђевдану”. Иако је пијаница и недоук, његова звучна фраза и сељачки жаргон, са наглашеним сатиричним доскочицама, годи слушаоцима, који иза Симеунових лажи, наслућују и понеку истину. Ракија развезује разговор, који постаје шири и невероватнији, јер весели скуп и служи као утеха за тешко сељачко живљење. Како се истиче: „Да није шале, еглена и ове благословене, што се каже, мученице, вјерујте ми, дјецо моја, да би пола свијета у нашем несретном отечеству од грког јада и чемера полуђело и сишло с ума”. Симеун Ђак, слично Дон Кихоту или Тартарену Тарасконцу, више је у свету песме и приче него у стварности. Он се понаша као да је јунак народних песама и у тренуцима ратничког заноса говори у десетерцу. У његовим ракијским причама, које приповеда он или неко други из његове близине, стално се мешају занос и истинско борбено одушевљење, месијанство и лакрдија. У приповеци „Истинити зулум Симеуна Ђака” јунак, да би дошао до драгоцене ракије, договара се са са својим игуманом Партненијем да измисли причу о Симеуновом одметању у хајдуке и да исценирају нов напад на манастир. Изводећи ту обману пред власником ракијског казана, Симеун се толико занесе шалом да заиста појури игумана пуцајући на њега. У приповеци „Ракијо, мајко” Симеон прича о свом походу на аустријски логор где је уз помоћ ракије од швапског капетана добио дозволу да прикупља прилоге за манастир.
Симеуну Ђаку супротан је тип Мрачајског проте, главног јунака истоимене приповетке. То је реалан тип узет из живота, човек јаке али узбудљиве нарави, код кога инстинкти без улепшавања долазе до речи, те се чини анималан. Његов портрет скицирао је Кочић у неколико карактеристичних црта: „Поднимио се на обе руке и одбочио на голе, сувоњаве лактове, па укочено, блесасто зури у нешто пред собом. На коштатом, подбулом лицу и у мутним, престрављеним очима огледало се нешто немирно, растргано, нешто тешко, суморно. Сиједа кесераста брадица у нереду, а коса с понеким црнкастим праменом, замршена, масна, разастрла се по широким, угнутим плећима”. Мрачајски прото је човек несавитљива карактера, тврд као камен и у поступцима готово брутално отворен, чемерни паћеник читавог живота, који је постао човекомрзац. Никада није опраштао својим непријатељима, већ им се светио са великим уживањем. Сва његова мржња и особењаштво плод су силних патњи које је доживео у младости. Мрачајски прото је један од најупечатљивије извајаних ликова у српској књижевности, тип свесног трпиоца који се скаменио и удаљио од спољног света, омрзнувши живот, пошто га је спознао.
Женски ликови код Кочића углавном нису индивидуализовани, са изузетком Мргуде из истоимене приповетке. Мргуда је приказана као снажна, врлетна, горопадна, саздана сва од телесне снаге: „Лице смеђе, окошто, а остала снага саливена, једра, пуна као у надојена јањета. Крупне, дубоке, црне очи увијек су јој нешто влажне; а нос прав, меснат, с округлим ноздрвама, мало навише завинут. Усне набубриле и увијек црвене. Само кад се ражљути, задрхћу и поблиједе”. У њеној концепцији сливају се натуралистички утицаји, посебно у детаљу да је њена чулност условљена генетским, породичним наслеђем. Мргудина љубав сажиже све око себе, али пре свега сажиже саму себе.

### Мотив родољубља
Родољубље према српском националном бићу и нетрпељивост према аустроугарској окупацији је један од основних мотива Кочићевог стваралаштва. Његово родољубље надовезује се једним својим делом на косовску традицију. Јунак из приповетке „Гроб слатке душе” узвикује: „Наша је права на Косову закопана”, а о косовском завету често разговарају његови јунаци. Исидора Секулић повезује косовски мит са трима по њој основним темама Кочићевог стваралаштва: чежњом за слободом и правдом, патриотизмом и „силином и пасјалуком ћуди” нарави оних који занемарују и газе личне животе.. По родољубивој црти коју садрже, његове приповетке су ангажоване и обележене политичким дешавањима из времена у којем су настале. У њима се сусрећу многобројне политичке алузије или како је то сам рекао: „крупне и големе ријечи које душмани не разумију, а народ разумије”. Аустроугарску управу је називао суданијом. Њу у „Староставној књизи Симеуна Ђака” алегоријски представља као остварење давно записаног пророчанства. У Босни, „у срцу и снази српског отечества”, завладала су два господара, због чега је настала „превртанија и друга суданија”. Стари господар (Османско царство) је силазећи са престола, запело ногом за златни ексер, те се нови господар (Аустроугарска) није могао сасвим попети. На овај начин, извршена је нова окупација, чудо и ругло које ће остати „за млоге и млоге године на поругу и срамоту роду человјеческом”. У овом неприродном стању нису у целости нестали турски „крволочни и бијесни зулуми” а дошли су нови аустријски „суви зулуми” оличени у новим наметима. Кочић је у приповеткама негативно писао о обавези служења војске у далеким крајевима Аустроуграске („Туба”), терању кметова са земље због немогућности да исплате високе дажбине („Гроб слатке душе”), злоупотребама приликом пописивања десетине („Код Марканова точка”, „Јуре Пилиграп”), колонијалној експлоатацији природних богатстава („Вуков гај”) и другим проблемима. Кочић је критиковао и припаднике српске чаршије и цркве (Мејдан Семеуна Ђака) због сарадње са владом и учествовања у глобљењу сељака. Најсистематичнију и најширу критику аустроугарске власти Кочић је остварио у сатиричним драмама „Јазавац пред судом” и „Суданија”. Његова сатира, како Андрић истиче, била је: „прави бич за тиране, многе његове реченице постале су летеће речи у народу”.

### Стил и језик
Још први рецензенти Кочићевог дела, међу којима је био и Скерлић, указивали су на лепоту и богатство језика у његовим приповеткама.. Овај језик је заснован на чистом народном српском језику Босанске Крајине који је често тек овлаш књижевно редигован. Тај језик је обележен разговорном фразом, ритмом и мелодијом, синтаксом, тропима и фигурама, епитетима и поређењима. Такође, у њему је присутан и велики број дијалектизма, који као лексичка грађа имају немало значења. Задивљена језичком лепотом и снагом Кочићевог израза, Исидора Секулић је у свом есеју сликовито изрекла да такав језик погађа читаоца кроз свих пет чула.
Колику је важност Кочић придавао језику, сведочи и ред из песме у прози „Молитва” где се лирски субјект моли: „О, боже, велики силни и недостижни, дај ми крупне и големе ријечи које душманин не разумије, а народ разумије”. За њега је језик потпуно једно са људима и земљом, свет и неповредљив као и сами људи. Иво Андрић, у есеју „Земља, људи и језик код Петра Кочића”, посебно је истакао важност говора и језика за разумевање стваралаштва, али и политичке борбе овог српског писца. Андрић истиче да:
Понекад човеку изгледа као да је само Кочићево дело, цело целцато, лежало негде у дубинама тога језика, а он га је ископао као кип, и изнео на светлост дана и пред поглед света. Кочић је добро знао (или боље рећи: осећао) да говорити и писати чисто и правилно значи одупрети се и на тај начин непријатељу, пркосити му, давати доказ своје животне снаге; и обрнуто, да примати нове, наказне изразе службеног језика значи колико и признавати чињеницу своје потлачености и покорности, отварати пут ка пуној капитулацији.
Из ових разлога, Кочић се у својој политичкој делатности борио за очување српског језика у Босни и Херцеговини. Он је против „накарадног језика” аустроугарске бирократије држао говоре, предлагао нарочите комисије, препирао се са представницима власти око појединих речи, итд. Колико је Кочић повезивао страну окупацију са кварењем језика, сведочи и један исказ у „Суданији” где једно лице саветује оптуженог да ако хоће да постигне нешто пред аустријским судом онда: „убацуј што више њиовије ријечи у свој говор”. Андрић је у свом есеју истакао и да је:
Петар Кочић слутио и знао да иза речи стоји значење речи, и мисао и воља онога ко их изговара или пише, и да према томе речи могу бити покретна, стварна и жива снага, да се могу под одређеним условима, изједначити и поистоветити са — делом, са стварношћу коју означавају. И зато је Кочић натеривао представника Босанске владе да листа по Вуковом Рјечнику да би нашао аргументе против Кочићеве језичке опозиције, а то је значило упола већ добити битку, тј. не дати се одвојити од народне целине ни трајно се бацати на уски аустријски такозвани босански колосек.

### Природа и пејзаж
Кочићево дело прожима дубока, скоро мистична везаност за природу завичаја. У више својих приповедака дао је борбу човека са природном стихијом. Међу њима се нарочито издваја скупина приповедака у чијим се насловима јављају предлози простора: „У магли”, „Кроз маглу”, „Кроз светлост” и „Кроз мећаву”. У овој последњој рвање човека с невременом у суровој планини само је завршни чин пропасти Реље Кнежевића, члана некада велике и богате породице, од које остају само старац и дечак који и сами на крају страдају у мећави на повратку из града, где су узалудно покушавали да продају своју последњу краву. Мотив смрти у мећави постоји и у приповеци „Гроб слатке душе”. Са друге стране, многе Кочићеве приповетке натопљене су и светлошћу која долази након тешког и тмурног невремена. Оне сугестивно делују на читаоца, јер му стварају визију животних радости и задовољстава: „Око ње свукуд вода, свјетлост и непрегледно, миришљаво прољетно зеленило. Ваздух се очистио иза кише, па трепери и свијетли се као стакло. Око бијелих, облих ногу жубори вода и лагано протиче, а треперава се свјетлост одбија од воде и игра јој се по влажним образима и дугом, сјајном гердану.”
Кочићеви пејзажи су једноставни, без декорација, пластично изведени, а по унутрашњем доживљају упечатљиви. Кочић је свесно ишао за што простијим, непосреднијим изразом, тражећи хармонију у бојама и изразу, док је благе контрасте постављао само у тоновима. Стога његови доживљаји, изражени у сликама делују готово увек спонтано и уверљиво. Скерлић је још у приказу друге књиге „С планине и испод планине” приметио како: „Кочић слика као модерни импресионистички сликар en plein air под ведрим небом у треперењу и играма светлости, са преливима и сенкама, са нечим што опомиње на слике Клода Монеа и Камила Писароа”. За ову импресионистичку игру сенки симптоматичан је одломак из приповетке „Кроз свјетлост”: „Околна брда, као мало намргођена, утонула у густу устрепталу тиморину, па као да нешто крупно, радосно шапћу. Кроз тиморасто плаветнило још се бјеласају, на једном врхунцу наврх Мањаче испод суморних јела, разбацани, нестопљени снијежни сметови као овце кад полегну на пландишту”. Кочић хероизира планинску природу описујући је монументалним и херојским гестама: „Планински врхунци натмурено вире из магле, као снажни, намргођени дивови, покиснули и разљужени на ледину студен позне јесени. Узвишени, осамљени, ближи облачном небу, него они ситни брешчићи што се као из петних жила упињу да их достигну, хладни, тихи и суморни, као да презриво шапћу”. Планинска природа одређује не само судбину него и темперамент и карактер Кочићева човека.

## Утицај и наслеђе
Кочић се сматра једном од најзначајнијих фигура у српској култури. Његово књижевно дело извршило је снажан утицај на даљи развој српске писане речи, док је његово политичко наслеђе постало темељ различитих политичких оријентација у српском друштву.
Кочићево дело доживело је велику читаност још за време његовог живота. Тако је самостално издање „Јазавца пред судом” доживело једанаест издања у временском периоду од 1904. до 1914. Својим политичким деловањем извршио је снажан утицај на припаднике организације Млада Босна, посебно на Владимира Гаћиновића. Иако није био њен део, Кочић је први употребио израз „Млада Босна” и то у листу Отаџбина 1907. Извршио је снажан утицај на књижевнике следеће генерације, између осталих и на Иву Андрића. Андрић је написао четири есеја о Кочићу (једини књижевник о коме је писао више био је Петар Петровић Његош): „Нешто о Кочићевој борби за народни језик”, „О личности Петра Кочића”, „Четрдесет година од смрти Петра Кочића” и „Земља језик и људи код Петра Кочића”. Андрић је истакао да је Кочић „био од оних писаца који у себи носе готову и унапред формирану слику света који они хоће и морају да изразе, од оних писаца који саберу онолико интелектуалних средстава и изражајних могућности колико је најнужније да би могли своје дело да остваре, од оних писаца чија егзистенција није посвећена књижевности, него су књижевност и цела егзистенција стављене у службу живота и одређених животних потреба.” Прво издање сабраних дела објављено је у две књиге у издању Народне просвете 1932.. Сабрана дела су објављивана поново у две књиге 1961. три књиге 1967. четири књиге 1986. четири књиге 2002. и једној књизи 2016.
Након Првог светског рата и уједињења у Краљевину Срба, Хрвата и Словенаца, Кочић је био слављен као политичка фигура која је својим деловањем помогла уједињењу југословенских народа. Године 1929. у Бањој Луци је основано друштво „Змијање” чији су циљеви били подизање споменика и оснивање уметничког дома за сиромашне ђаке Крајине који би понео књижевниково име. У непуне четири године деловања (од 29. октобра 1929. до 21. маја 1933) друштво „Змијање”, на чијем се челу налазио Васо Глушац (1879—1955), Кочићев пријатељ и покретач ове акције, окупило је бројне чланове. Међу многобројним југословенским интелектуалцима, уметницима и политичарима чланству су припадали и краљ Александар Карађорђевић, као и Томаш Масарик, председник Чехословачке Републике, и Игнаци Мошицки, председник Пољске Републике, што сведочи да је Кочићев значај сагледаван пансловенски. Подршку и жељу да постане члан друштва исказао је писмом и Никола Тесла. Друштво је свечано открило Споменик Петру Кочићу 6. новембра 1932. године у Градском парку. Споменик су извајали Антун Аугустинчић и Вања Радауш. Маја 1941. усташе су уклониле споменик, али је он враћен на старо место након рата.
По угледу на Кочићев лист Отаџбина након Првог светског рата у Бањој Луци је покренут истоимени лист Отаџбина који је излазио у периоду од 1923. године до 1925. године. Овај лист, је основала Демократска странка, дајући му име Отаџбина, како би придобили поборнике социјалног наслеђа Петра Кочића у Крајини, где је обични народ, сељаштво, било у првом плану. Након цепања Демократске странке лист је постао орган Самосталне демократске странке.
Укидање кметства и реформа аграрног система у Босни и Херцеговини за коју се залагао Петар Кочић остварена је тек након Првог светског рата и стварањем Краљевине Срба, Хрвата и Словенаца. Губљење привилегија муслиманских бегова и ослобађање српских кметова узроковало је дубље раздоре између бошњачког и српског становништва што је, како истиче историчар Марко Атила Хоаре, једним делом узроковало укључивање дела бошњачког становништва усташком покрету и чињењу геноцида над стотинама хиљада Срба у Другом светском рату. Током Другог светског рата и четнички и партизански покрет, оба већински састављена од Срба, позивали су се на Кочићево наслеђе. Тако је Урош Дреновић командовао четничким батаљоном који је био именован „Петар Кочић”, док су у исто време партизани уздизали Кочића видећи у њему побуњеника против германских окупатора и самим тиме њиховог претходника.
За време постојања СФР Југославија Кочић је уздизан у социјалистичког борца за права кметова и радника, али се, са друге стране, његов српски национализам прећуткивао, те је неретко свођен на искључиво босанског књижевника и политичара. У Загребу је 1964. године било основано сатирично позориште Јазавац именовано је по угледу на познату Кочићеву драмску сатиру „Јазавац пред судом”. Након распада Југославије и хрватске независности позориште је 1994. године променило име у Керемпух, а званични сајт позоришта данас негира било какву повезаност са српским писцем.
Оснивањем Републике Српске Петар Кочић постаје својеврсни симбол успостављеног ентитета. Томе сведочи велики број културних догађаја које су понеле његово име. Између осталог, његово име носи градски парк у Бањој Луци, Театар фест, културна манифестација Кочићев збор, основана 1966. године и две књижевне награде — Кочићева књига и Кочићево перо, које додељује Задужбина Петар Кочић. Његов лик је главни мотив на лицу серије новчаница динара Републике Српске које су издате 1993. и главни мотив на лицу серије новчаница од 100 конвертибилних марака које су издате 1998. године. Од 20. јула 2017. године, на новом грбу Бање Луке налази се Петар Кочић заједно са баном Светиславом Милосављевићем. Од 2005. у порти цркве Светог Николе у Романовцима одржава се културна манифестација „Идеш ли роде?”. Најбољима на литерарном конкурсу додјељује се награда „Кочићева тканица”.
Кочићева књижевна дела су шест пута екранизована у телевизијске филмове: „Јазавац пред судом” (1963), „Суданија” (1965), „Јауци са Змијања” (1974), „Суданија” (1977), „Јазавац пред судом” (1988) и „Мејдан Симеуна Ђака” (1999). Последње године Кочићевог живота приказане су у телевизијском филму „Слепи путник на броду лудака” из 2016. у режији Горана Марковића и по сценарију Вулета Журића. Лик Петра Кочића играо је Игор Ђорђевић.
Широј јавности непозната приповјетка „Ђе је мама” први пут је објављена 2021. године у Бањој Луци. Историчар Зоран Пејашиновић пронашао ју је у једном омањем нотесу др Васе Глушца, Кочићевог сапутника, сарадника, кума и биографа, а који се налазио у Архиву Српске академије наука и уметности у Београду. Приповјетка је настала у Бечу, у вријеме док је Кочић студирао. Радња је смјештена у један љетни дан на Змијању, а приказује дјевојчицу Милицу која тражи своју мајку. Ова приповјетка је први пут објављена 2014. у критичком издању.

## Дела
Преглед Кочићевог стваралаштва
Преглед обухвата само Кочићеве књижевноуметничке текстове. У загради је дата година када је текст по први пут појединачно објављен било у књизи или у часопису.
Збирке приповедака
- С планине и испод планине (1902)
- С планине и испод планине (1904)
- С планине и испод планине (1905)
- Јауци са Змијања (1905)

Лирске песме
- Поноћни звуци (1897—98)
- Пролетни звуци (1897—98)
- (Спустивши главу на моје груди) (1899)
- (Ја те љубим дивни створе) (1899)
- Пошљедња суза (1899)
- Бар тад хоће л’ (1900)
- Поточић (1901)
- (У одбљеску бл’једих зв’језда) (1901)

Лирска проза и лирске приповетке
- Јелике и оморике (1903)
- Кроз маглу (1903)
- Кроз свјетлост (1903)
- У магли (1904)
- Пјесма младости (1904)
- Јајце (1904)
- Тежак (1907)
- Молитва (1907)
- Тавновање (1907)
- Жалобитна пјесма (1909)
- Кмети (1911)
- Слободи (1912)

Приповетке
- Туба (1901)
- Ђурини записи (1901)
- Мргуда (1902)
- Зулум Симеуна Ђака (1902)
- Јаблан (1902)
- Гроб Слатке Душе (1902)
- Код Марканова точка (1902)
- Истинити зулум Симеуна Ђака (1902)
- Мрачајски прото (1903)
- Јуре Пилиграп (1903)
- Са збора (1904)
- Из староставне књиге Симеуна Ђака (1904)
- Мејдан Симеуна Ђака (1904)
- Моји познаници (1904)
- Ракијо, мајко (1904)
- Тајна невоља Смаје Субаше (1904)
- Просјаци (1904)
- Илица Одалица и Лазица Вуцалица (1904)
- Чврко (1905)
- Папакало (1905)
- Кроз Мећаву (1907)
- Вуков гај (1909)
- Змијање (1910)
- Ђе је мама (непознато)

Драмске сатире
- Јазавац пред судом (1904)
- Суданија (1910)

## Галерија слика
- Споменик Петру Кочићу у Стричићима
- Споменик Петру Кочићу у Београду.
- Основна школа "Петар Кочић“ у Стричићима.
- Парк Петар Кочић у Бањој Луци
- Основна школа Петар Кочић у Накову
- Споменик Петру Кочићу у Малом парку у Сарајеву
- Лик Петра Кочића на поштанској марки
- Гробница Петра Кочића на Новом гробљу у Београду
- Гробна плоча Јована Кочића, Петровог оца, у манастиру Гомионица
- Петар Кочић на новчаници од 5000 динара Републике Српске. Све папирне новчанице из серије из 1993. године које је издавала Народна банка Републике Српске су имале лик овог писца.
- Петар Кочић на лицу новчанице 100 конвертибилних марака серије за Републику Српску